# Conquête providentielle

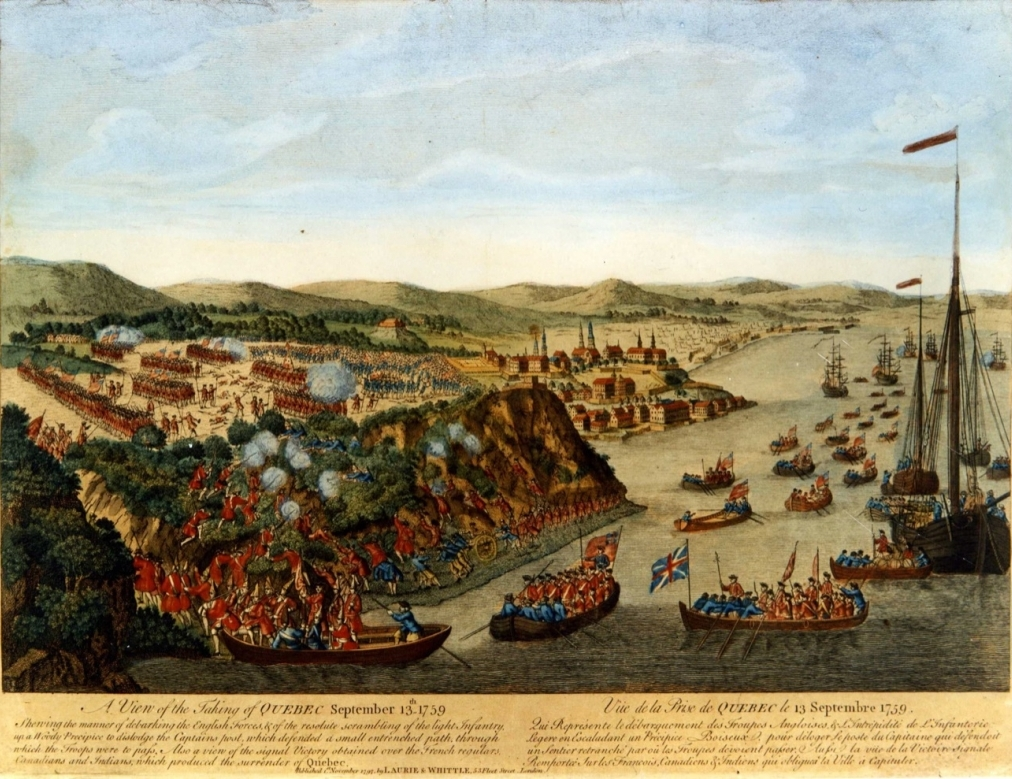
La Bataille des Plaines d'Abraham, ici illustrée, fut décisive lors de la Guerre de la Conquête.

La Conquête providentielle est un terme de l'historiographie québécoise désignant une certaine interprétation ayant cours au XIXe siècle de la Conquête de la Nouvelle-France. Elle a notamment eu pour célèbre défenseur Joseph-Octave Plessis. Selon cette thèse, les Canadiens français devraient considérer comme un bienfait divin que la Conquête les aient sauvés de la Révolution française et de son anticléricalisme, tout en leur léguant les libertés britanniques.
Le chanoine Lionel Groulx s'est opposé à cette thèse. Pour lui, la victoire britannique est certes « providentielle » puisque Dieu est toujours le fondement de l'histoire. Cependant, elle n'en est pas moins catastrophique en permettant la séparation de la France et les efforts d'asservissement du peuple canadien français par les Britanniques. La Conquête « se rattache à d'autres desseins providentiels dont le secret nous échappe », selon Groulx. Inspiré de l'interprétation de Joseph de Maistre de la Révolution française, l'historien estime que Dieu impose aux peuples des épreuves comme la Conquête pour les fortifier. Cette interprétation de la Conquête comme calamité pour le Canada français sera poursuivie, sans ses inclinations religieuses, par l'École historique de Montréal.

## Autres défenseurs
- Jean-Baptiste-Antoine Ferland
- Thomas Chapais[5]